# Neapolis (Siracusa)
Neapolis era un quartiere, e fino al 2018, una circoscrizione della città di Siracusa. Storicamente definito il "quartiere nuovo" dell'antica polis greca, la zona moderna è sorta sull'onda dell'espansione edilizia della città degli anni cinquanta-sessanta dello scorso secolo seguendo un criterio piuttosto disordinato e privo di un piano regolatore generale.  
Ad oggi è identificabile come una delle più importanti aree economiche e commerciali della città, sede di molti uffici e di negozi. Essa comprende, oltre al quartiere Gelone, anche la zona umbertina, Pantanelli e le frazioni meridionali interne e marine (eccetto Cassibile). 

## Monumenti ed Edifici

### Il Parco archeologico della Neapolis
La zona presenta anche una vasta area archeologica, che conserva monumenti greci e romani. Ha una folta vegetazione ed è meta di tantissimi turisti. All'interno vi sono numerosi monumenti come il Teatro Greco di Siracusa, l'Anfiteatro romano di Siracusa, le Latomie, l'Orecchio di Dionisio, l'Ara di Ierone.
 Nel 2008 è stata visitata da 537.018 persone.

### Tecnoparco Archimede
Nella Neapolis è presente anche un parco artistico-tecnologico chiamato Tecnoparco Archimede, che rappresenta tutte le invenzioni di Archimede.

### Santuario della Madonna delle Lacrime
È un edificio alto e per questo visibile anche da lontano (e persino dall'autostrada). La forma è slanciata, di quasi 100 metri di altezza, e riproduce una lacrima. È un tempio moderno costruito a partire dagli anni sessanta per conservare il quadretto in gesso della Madonna che ha miracolosamente lacrimato per 4 giorni nel 1953, precedentemente esposto in un altare in piazza Euripide (a brevissima distanza da via degli Orti di San Giorgio 11 dove è avvenuta la lacrimazione, ancora oggi piazza Euripide viene chiamata "piazza della Madonnina"), e suddivisa in due livelli: quello inferiore situato nella cripta, e quello superiore nella Basilica. 

### Museo Archeologico Regionale Paolo Orsi
L'importante museo archeologico regionale Paolo Orsi, è ubicato davanti al suddetto Santuario, dando così alla zona una vocazione turistica religiosa e archeologica. 